# Société d'économie mixte pour la mise en valeur de la Corse
La  Société d'économie mixte pour la mise en valeur de la Corse (Società mista per la valorizzazione della Corsica) (SOMIVAC), talvolta chiamata in corso Sucietà di messa in valore di a Corsica fondata nel 1957. Il suo scopo è stato lo sviluppo e i mezzi di comunicazione nella piana orientale corsa dopo la bonifica che ha permaesso di reprimere la malaria fatta con gli aiuti americani dopo la Seconda guerra mondiale.
Inoltre ha permesso di fare irrigazione nella vasta piana agricola di 43.000 ettari coltivabili.
L'obiettivo della Francia era di fare la Corsica quasi una nuova California, grazie alla coltivazione della vite, degli agrumi e i kiwi. 
Lo sviluppo della piana è negli stessi anni dell'arrivo dei pieds-noirs rimpatriati dalle ex colonie francesi che furono i principali attributori della terra coltivabile (90%).